# 细茎石竹
细茎石竹（学名：Dianthus turkestanicus）为石竹科石竹属的植物。分布于哈萨克斯坦以及中国大陆的新疆等地，生长于海拔1,000米至2,000米的地区，多生在山坡草地，目前尚未由人工引种栽培。